# Seeds of Joy
Seeds of Joy è un album di Marivana Viscuso. È anche autrice e produttrice del disco con etichetta Marivana Inc.

## Tracce
1. Re dei miracoli
2. Il film della tua vita
3. Seeds of Joy
4. No te quiero mas
5. Il guardiano dell'oblio
6. Savage
7. Dedicato a te
8. No matter what
9. Besame
10. La cerveza
11. Tu solo tu
12. Ora so
13. Se ti potessi scordar
14. Piel
15. Soy el amor
16. Nostalgia
17. www.marivanamusic.com